# Мекенчил

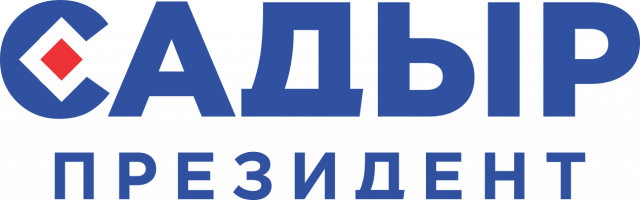
Логотип предвыборной кампании Садыра Жапарова

«Мекенчил» (от кирг. Мекенчил — Патриот или Патриотическая), официально Политическая партия «Мекенчил» (кирг. «Мекенчил» саясий партиясы) — киргизская политическая партия правого толка действующего президента Кыргызстана Садыра Жапарова. Основана в 2010 году.
На данный момент партия не имеет мест в парламенте, но на президентских выборах 2021 года она одержала победу, выдвинув Садыра Жапарова в кандидаты на пост президента. В 2022 году, депутаты, избранные по одномандатному округу от фракции «Ата Журт Кыргызстан», отделились от этой партии, создав новую группу — «Мекенчил».

## История
Партия «Мекенчил» появилась в июне 2010 года. Помимо Садыра Жапарова, сооснователем политобъединения стал Камчыбек Ташиев. «Мекенчил» имела тесные личные связи с националистической партией «Ата-Журт» — несколько политиков перешло оттуда в новую молодую партию.
Садыр Жапаров был фактическим лидером «Мекенчила» вплоть до лишения свободы в октябре 2013 года. Даже после того, как в 2017 году он был второй раз арестован и приговорён к нескольким годам лишения свободы по обвинению в захвате заложников, Жапаров оставался одним из руководителей партии и проводил кампанию перед выборами 2021 года.
В октябре 2020 года партия впервые решила поучаствовать в парламентских выборах 2020 года, её тогда возглавлял Камчыбек Ташиев. До этого «Мекенчил» 4 июля подала заявку в ЦИК на участие.
Садыр Жапаров был освобождён из-под стражи в рамках послевыборных акций протеста, которые привели к отмене результатов выборов. Он быстро мобилизовал большое количество последователей и приобрёл влияние благодаря массовым демонстрациям в Бишкеке и поддержке многочисленных членов парламента правого политического спектра. 10 октября 2020 года Садыр Жапаров был избран премьер-министром. После отставки президента Сооронбая Жээнбекова Жапаров стал исполнять обязанности президента. С приходом к власти Жапарова партия «Мекенчил» в целом приобрела большое влияние, несколько политиков или близких сторонников партии заняли важные посты, включая Ташиева, который 16 октября 2020 года был назначен главой Государственного комитета национальной безопасности.

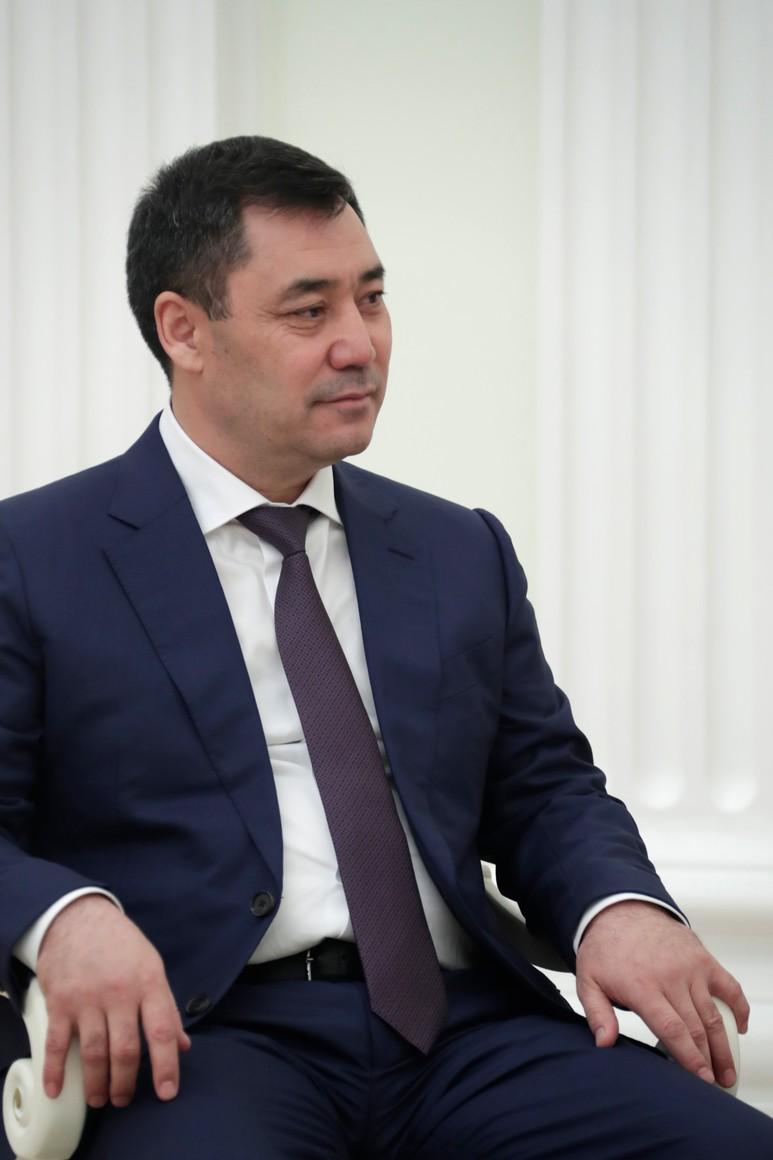
Председатель «Мекенчила» Садыр Жапаров

23 февраля 2021 года от официальных лиц «Мекенчила» поступили сообщения, что партия не будет участвовать в парламентских выборах 2021 года и выборах в местные кенеши. Заместитель руководителя штаба партии Эркин Баяманов заявил, что «отныне не будет понятия „провластная партия“». Вместо неё в парламент баллотироваться будет новая партия — «Ата-Журтум Кыргызстан». Адинай Марипова подчеркнула, что данная партия не имеет отношения к партии Ата-Журт, в которой ранее состояли Садыр Жапаров и Камчыбек Ташиев.
По состоянию на 5 марта 2021 года партия не имеет своего сайта. Также у «Мекенчила» есть свой гимн.
6 октября 2022 года из депутатов, избранных по одномандатному округу и отколовшихся от группы «Ата-Журт Кыргызстан», была создана депутатская группа «Мекенчил».

## Политические позиции
Ниже приведены некоторые из политических позиций, которых придерживается партия:
- Предоставление людям возможности определять выбранную ими форму правления посредством конституционного референдума; проведение конституционной реформы с целью создания и установления единой ответственной системы управления[11][28];
- Борьба с коррупцией[1];
- Обновление судебной ветви власти[27];
- Разрешение вопросов границы, приграничных районов государства[27];
- Прямые выборы членов районных и городских судов[27];
- Осуществление административно-территориальной реформы, сокращение чиновников государственного аппарата[27];
- Разрешение Жогорку Кенеш проверять судей областей и Верховного суда[27];
- Перенесение штаба пограничной службы в Ош[27];
- Изменение избирательной системы на выборах в законодательные органы с пропорционального представительства по регионам, когда избирается всего 120 членов, на одного на основе одномандатных округов, которые избирают всего 75 членов[27];
- Восстановление смертной казни, отменённой в 2007 году[1][29];
- Введение «Народного курултая»[30][31];
- Введение двойного гражданства[27][32].

## Участие в выборах

### Парламентские выборы
| Выборы | Кол-во голосов | %    | Мест     | +/-   |
| ------ | -------------- | ---- | -------- | ----- |
| 2020   | 136 276        | 6,96 | 0 из 120 | Новая |

### Президентские выборы
| Выборы | Кол-во голосов | %     | Место | Кандидат партии |
| ------ | -------------- | ----- | ----- | --------------- |
| 2021   | 1 116 990      | 79,84 | 1     | Садыр Жапаров   |